# Sebacinales
Ordre
Sebacinales (les Sébacinales) est un ordre de champignons appartennant à la classe des Agaricomycètes qui comprend 9 genres répartis en deux familles. Sebacina incrustans est son espèce type.
Ses espèces, répandues sur l'ensemble de la planète, vivent dans le sol ou dans les racines des plantes avec lesquelles elles entretiennent des symbioses mycorhiziennes couvrant un très large spectre tant en termes de types d'association que d'ordres et de familles de plantes. Pour la plupart, leurs fructifications sont assez discrètes et mal connues. 

## Description

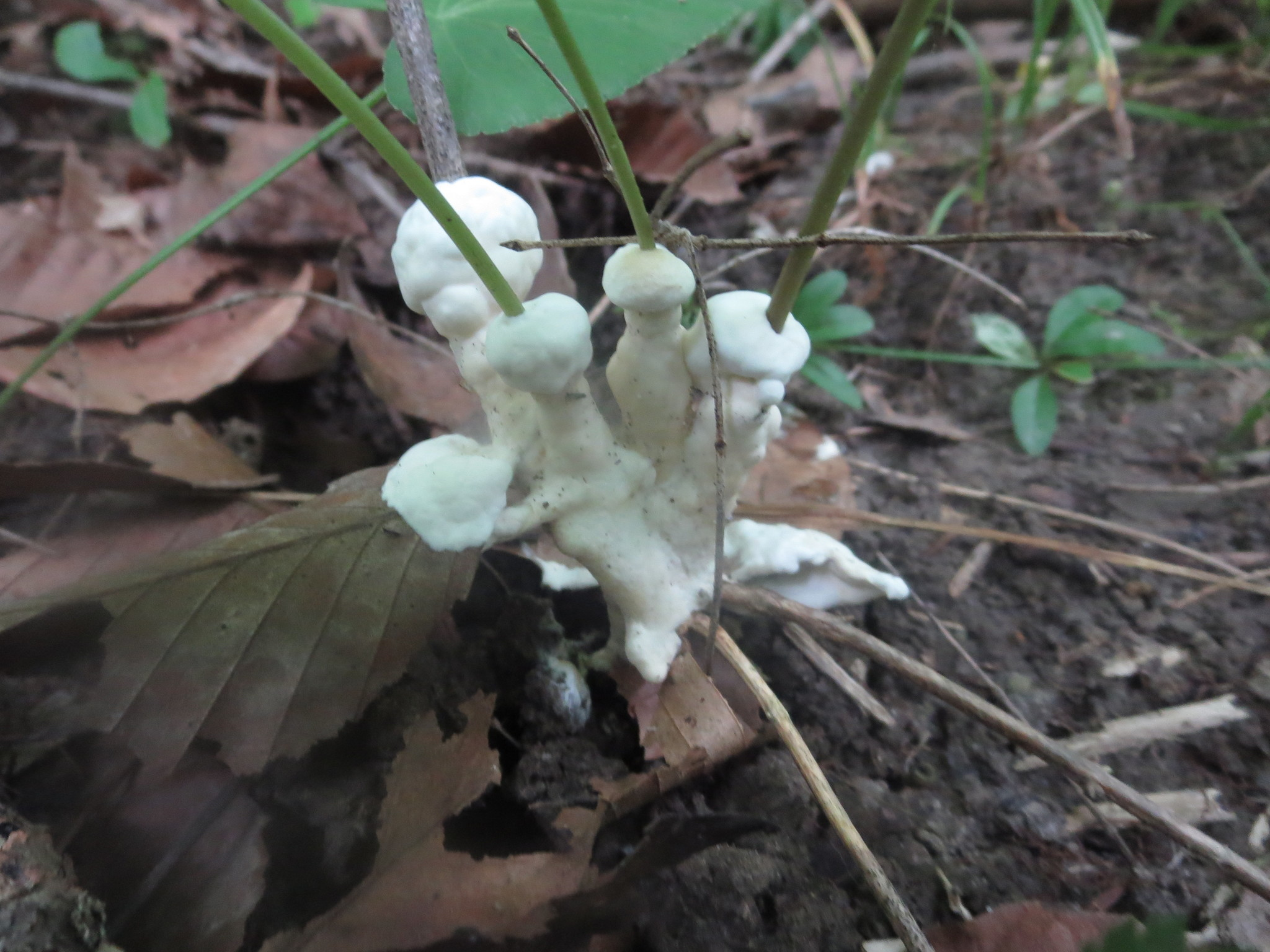
Sebacina incrustans.

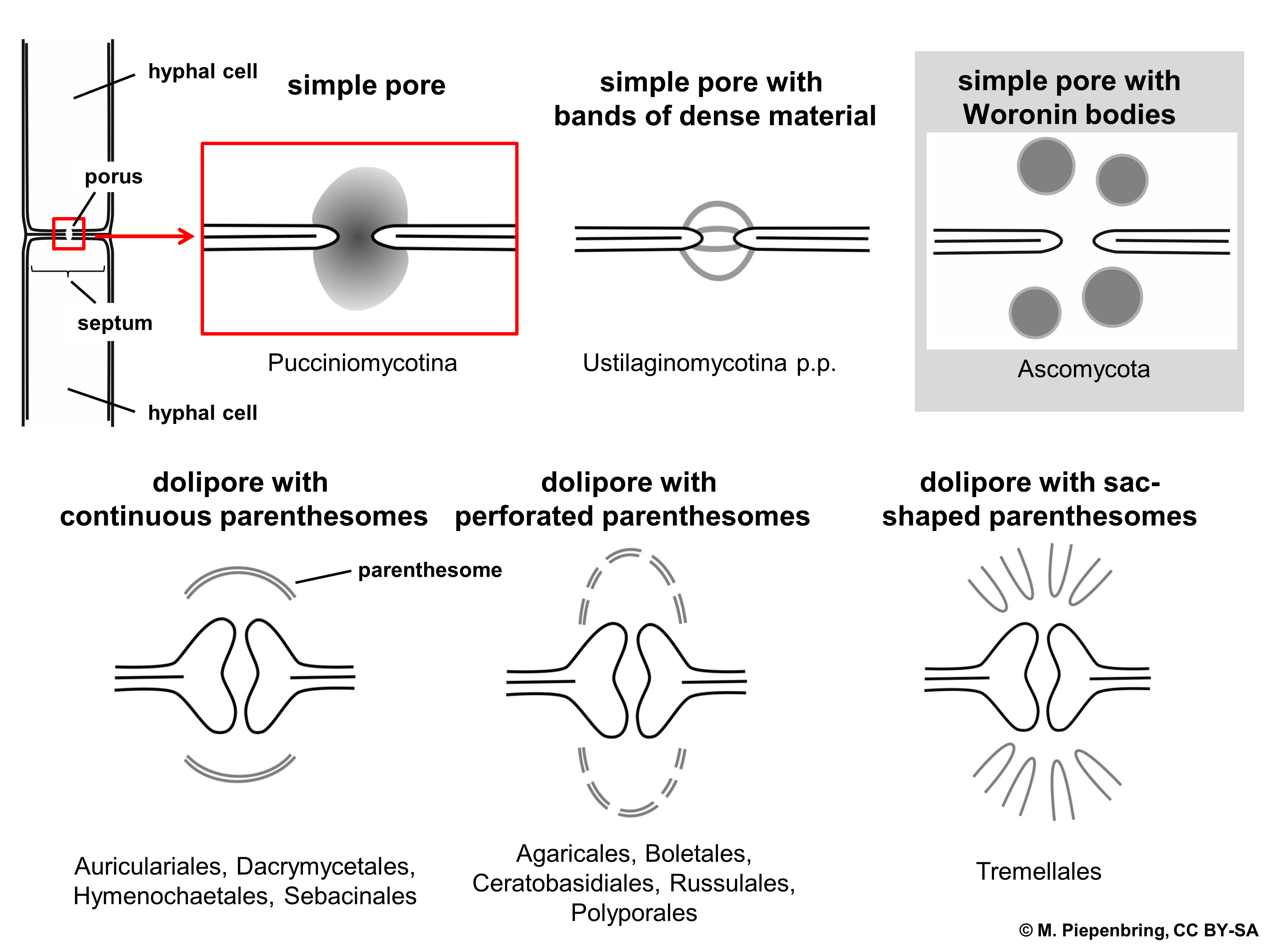
Comparaison des différentes formes de dolipore.

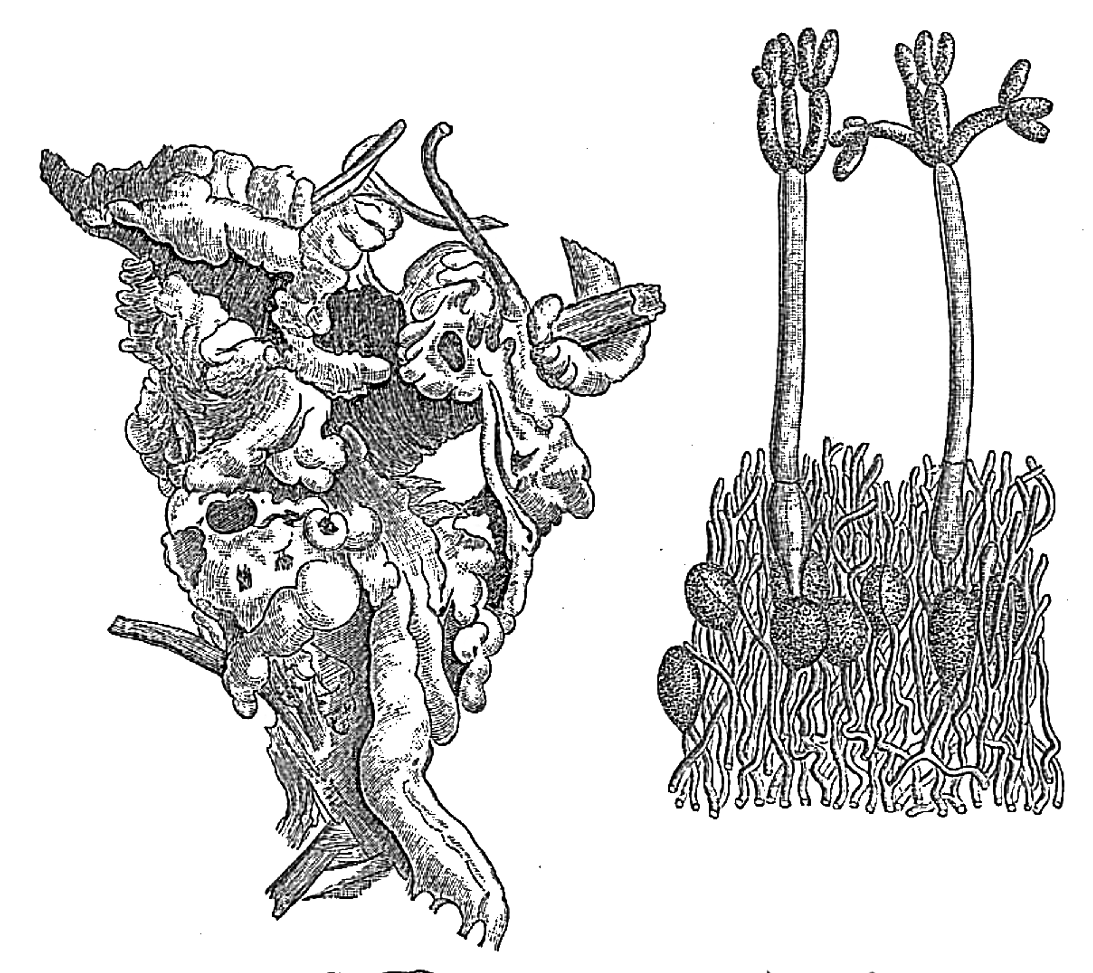
Sebacina incrustans et ses basides.

Au sein des Agaricomycètes, les différents ordres se distinguent entre eux par la morphologie du pore des cloisons des hyphes nommé dolipore (en) et ses ornementations. Dans l'ordre des Sebacinales, il est entouré par des parenthosomes continus et non perforés. Une autre caractéristique  de ce groupe est la forme particulière des basides au très long stipe vermiforme et cloisonné ressemblant à celles des Trémelles. Enfin, les basidiospores germent souvent avec des spores secondaires.
Les Sebacinales sont connues à travers des formes téléomorphes, c'est-à-dire les formes sexuées, des formes anamorphes, c'est-à-dire les formes asexuées, des formes de mycélium produisant des mycorhizes et d'autres associées aux racines nommées endophytes. 
Leurs fructifications sont des structures corticioïdes, stéréoïdes, pustulées, érumpentes ou clavairoïdes.

## Écologie

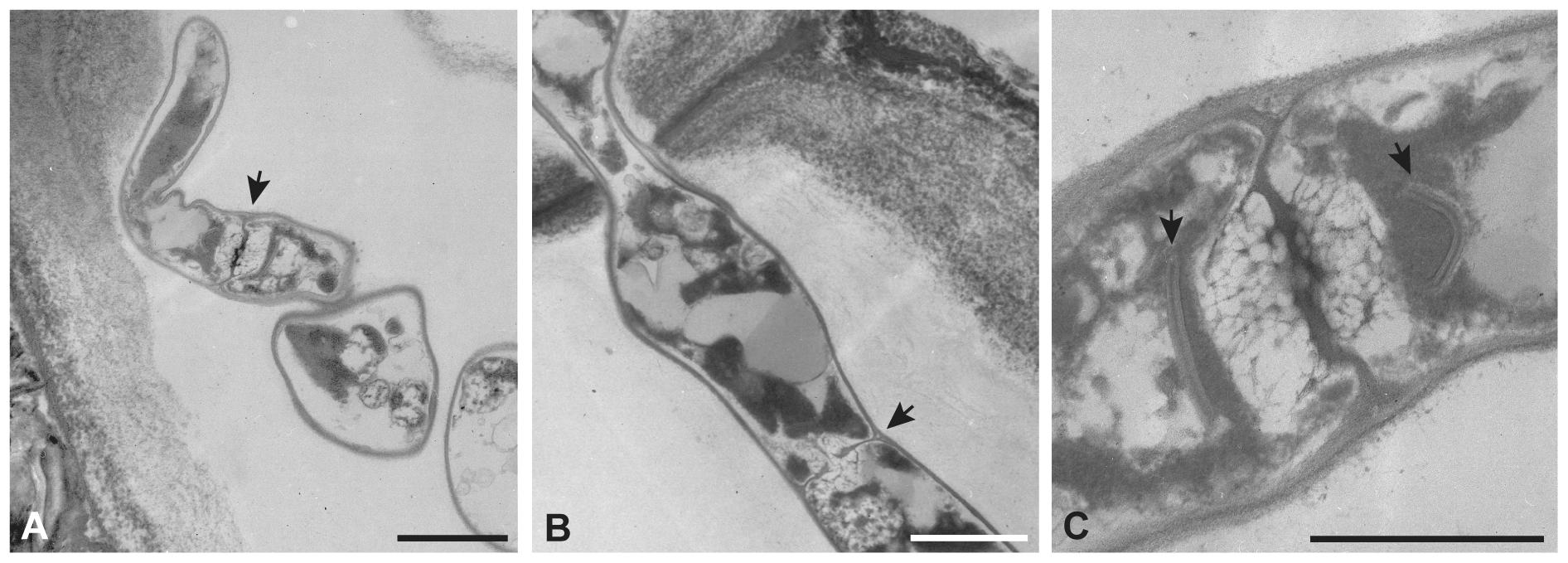
Serendipita herbamans : mycorhizes dans les cellules des racines de Plantago media.

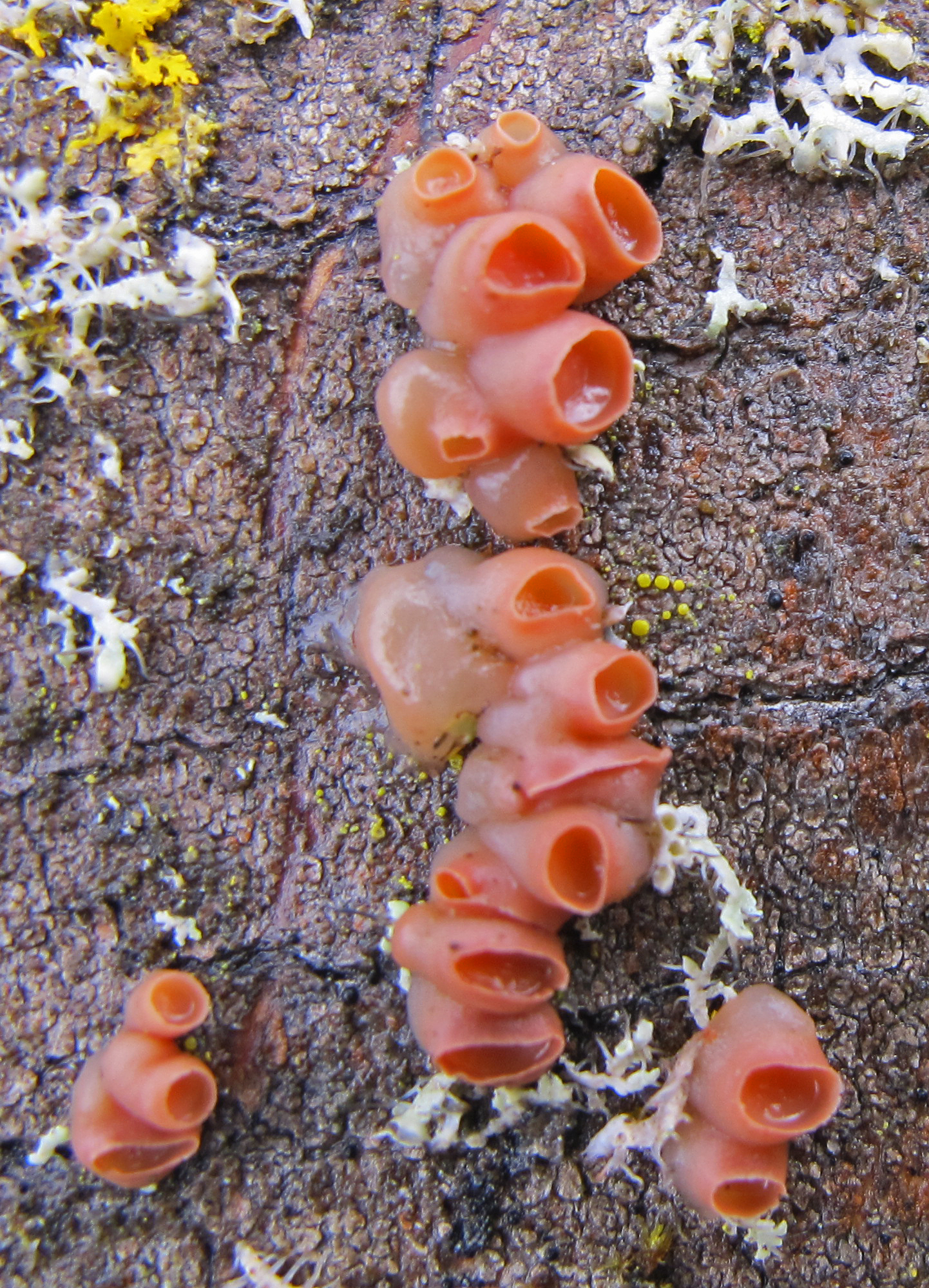
Craterocolla cerasi

Les Sébacinales vivent dans le sol et sont extrêmement diversifiés sur le plan écologique. Ils peuvent être saprobiontes, se nourrissant de la matière organique en décomposition et former différents types de mycorhizes : des ectomycorhizes avec les arbres de l'hémisphère nord, des endomycorhizes à arbuscules avec la majorité des plantes à fleurs y compris les Graminées mais aussi les fougères, des endomychorizes à pelotons intracellulaires avec les Orchidées, des mycorhizes éricoïdes avec les Éricacées et même des mycorhizes spécifiques aux Hépathiques. L'ensemble des plantes concernées comprend 56 familles différentes. Dans les forêts de feuillus tempérées, les Sébacinales sont une partie essentielle de la communauté de mycobiontes avec les Russulales et les Thelephorales,.

## Agriculture
En agriculture, une espèce comme Serendipita herbamans présente un large spectre de plantes associées que ce soit en prairie ou dans les cultures comme celles de Blé tendre.
En raison de cette association avec des espèces agricoles primordiales, comme le maïs et le blé, l'utilisation des Sébacinales pour apporter les bienfaits de la mycorhization aux plantes cultivées est mise en pratique à travers plusieurs produits commercialisés sans que leur efficacité n'ait été scientifiquement prouvée.

## Taxonomie
Avant les années 2000, peu d'attention a été accordée aux rares espèces de Sebacinales connues, pour la plupart discrètes, jusqu'à ce que leur association mycorhizienne avec les plantes soit détectée par les prospections en écologie moléculaire qui ont révélé une immense diversité et une présence massive qui étaient jusqu'alors inconnues et cryptiques. En 2013, ces espèces ne sont pour la plupart ni décrites ni nommées.
Liste des familles et genres selon Oberwinkler et al. (2014) et Weiß et al. (2016) :
- Sebacinaceae
  - Chaetospermum
  - Craterocolla Bref.
  - Globulisebacina Oberw., Garnica & K.Riess
  - Helvellosebacina Oberw., Garnica & K.Riess
  - Paulisebacina Oberw., Garnica & K.Riess
  - Sebacina Tul. & C.Tul.
  - Tremelloscypha D.A.Reid
  - Tremellostereum Ryvarden
- Serendipitaceae M. Weiß, Waller, A. Zuccaro & Selosse
  - Serendipita

Quelques Sebacinales
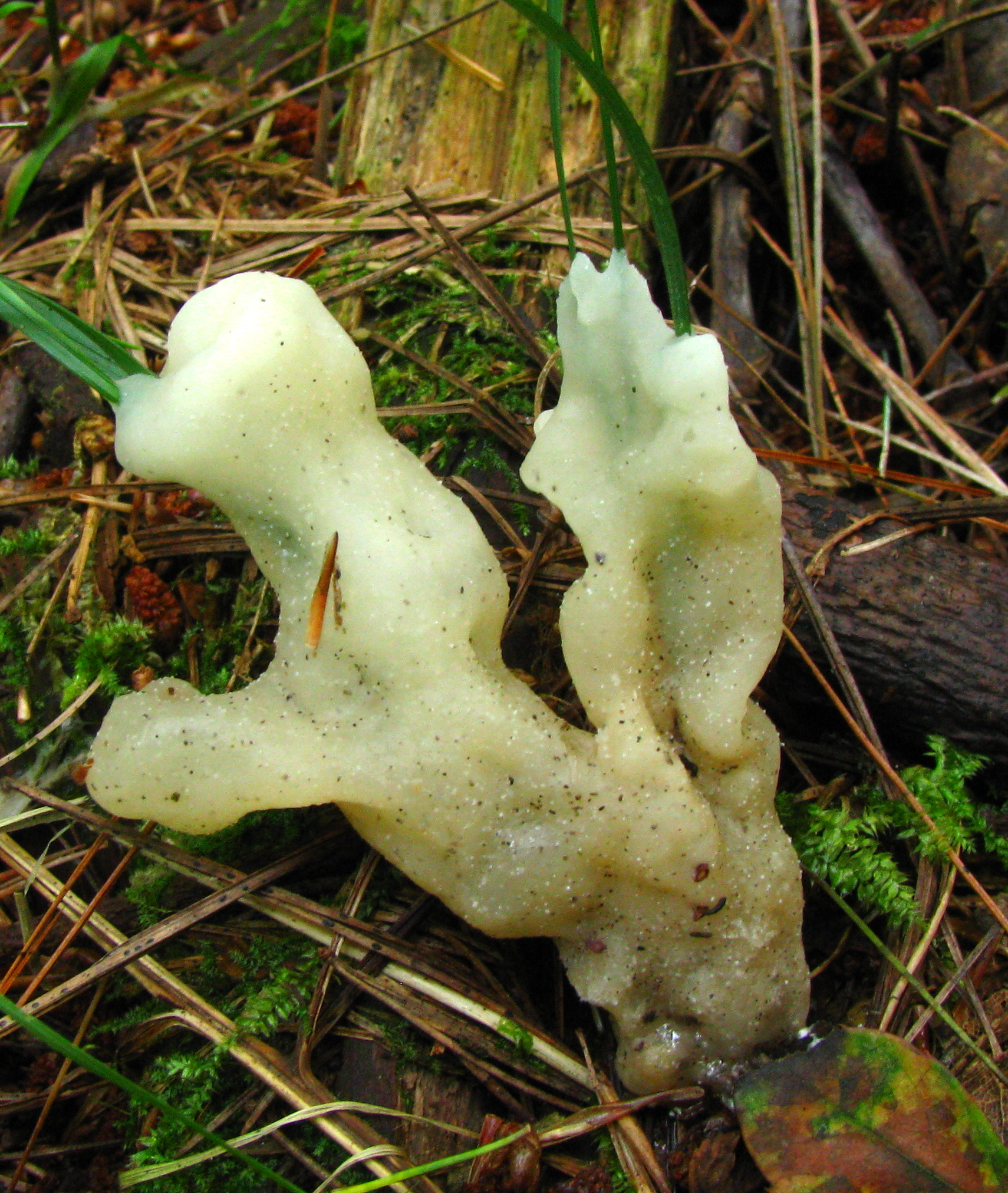
Sebacina concrescens
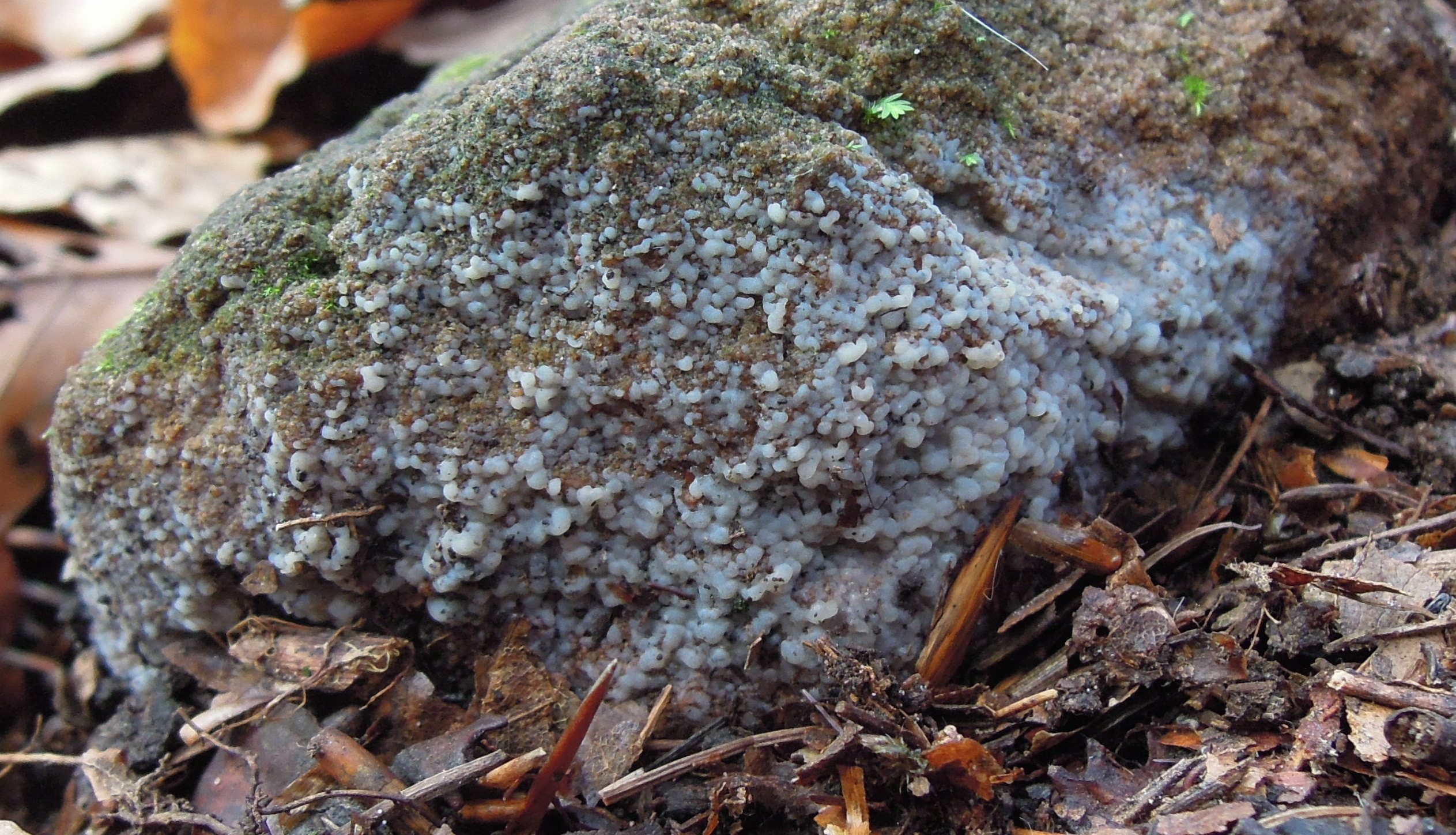
Sebacina epigaea
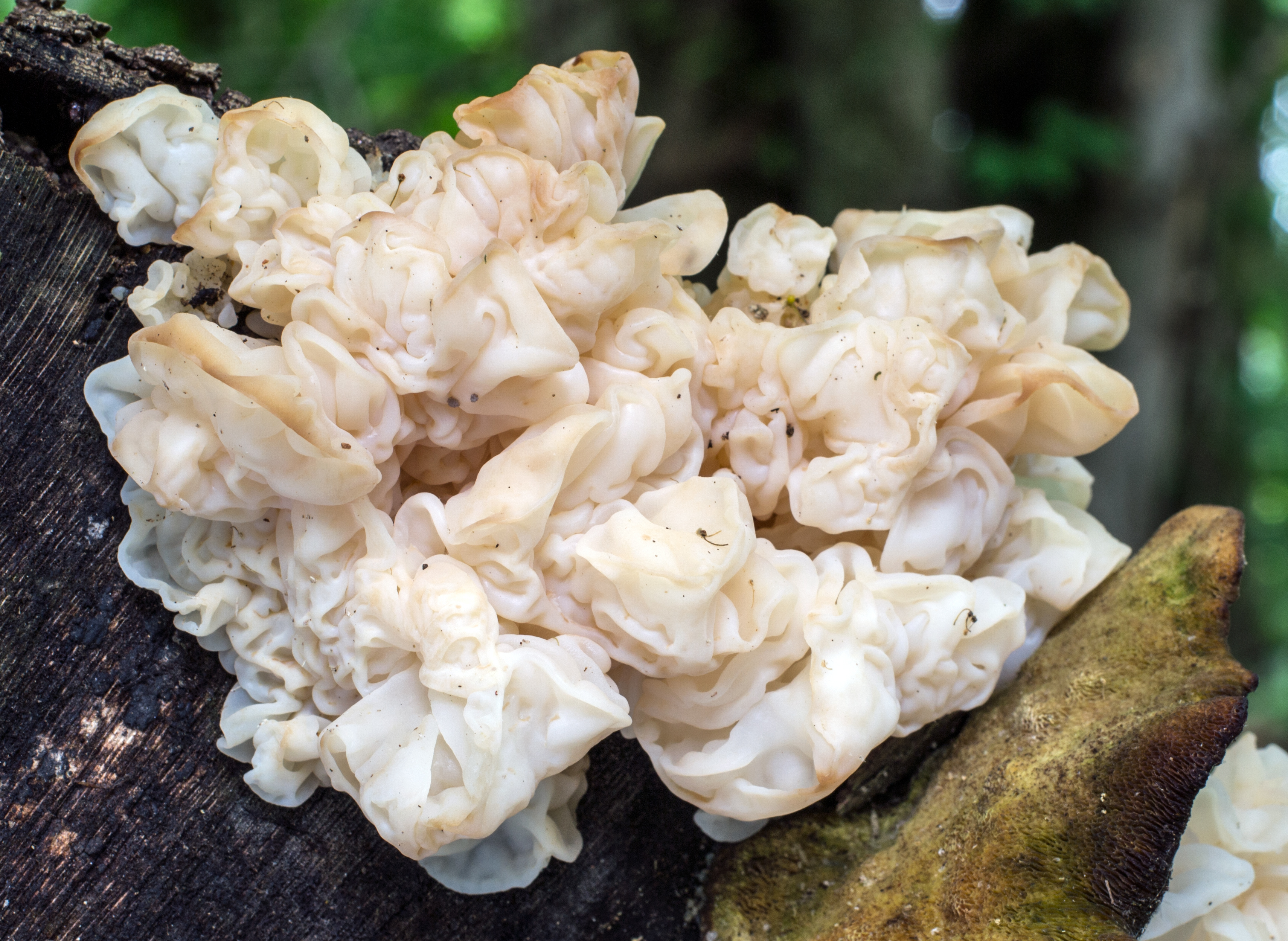
Sebacina pululahuana
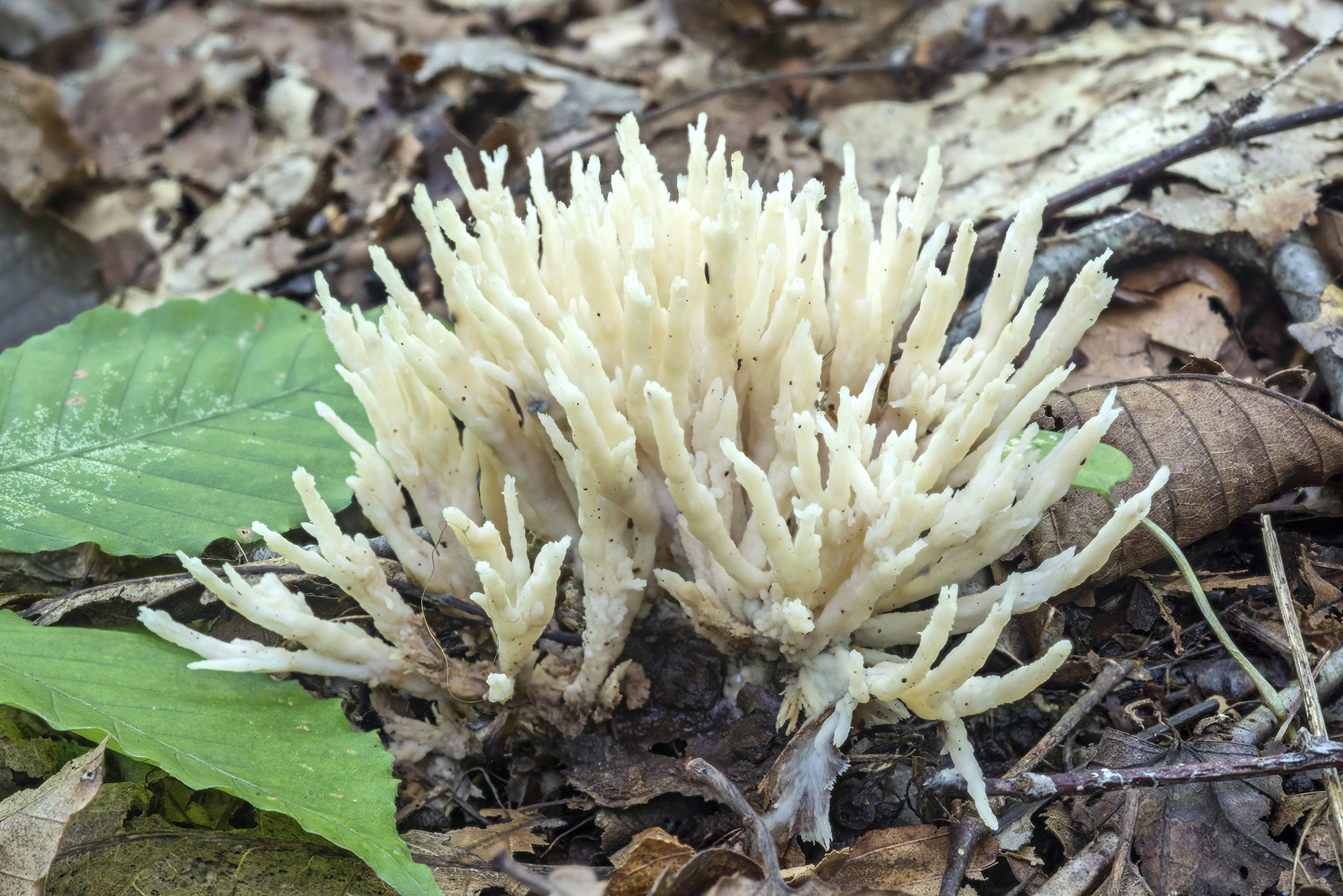
Sebacina schweinitzii
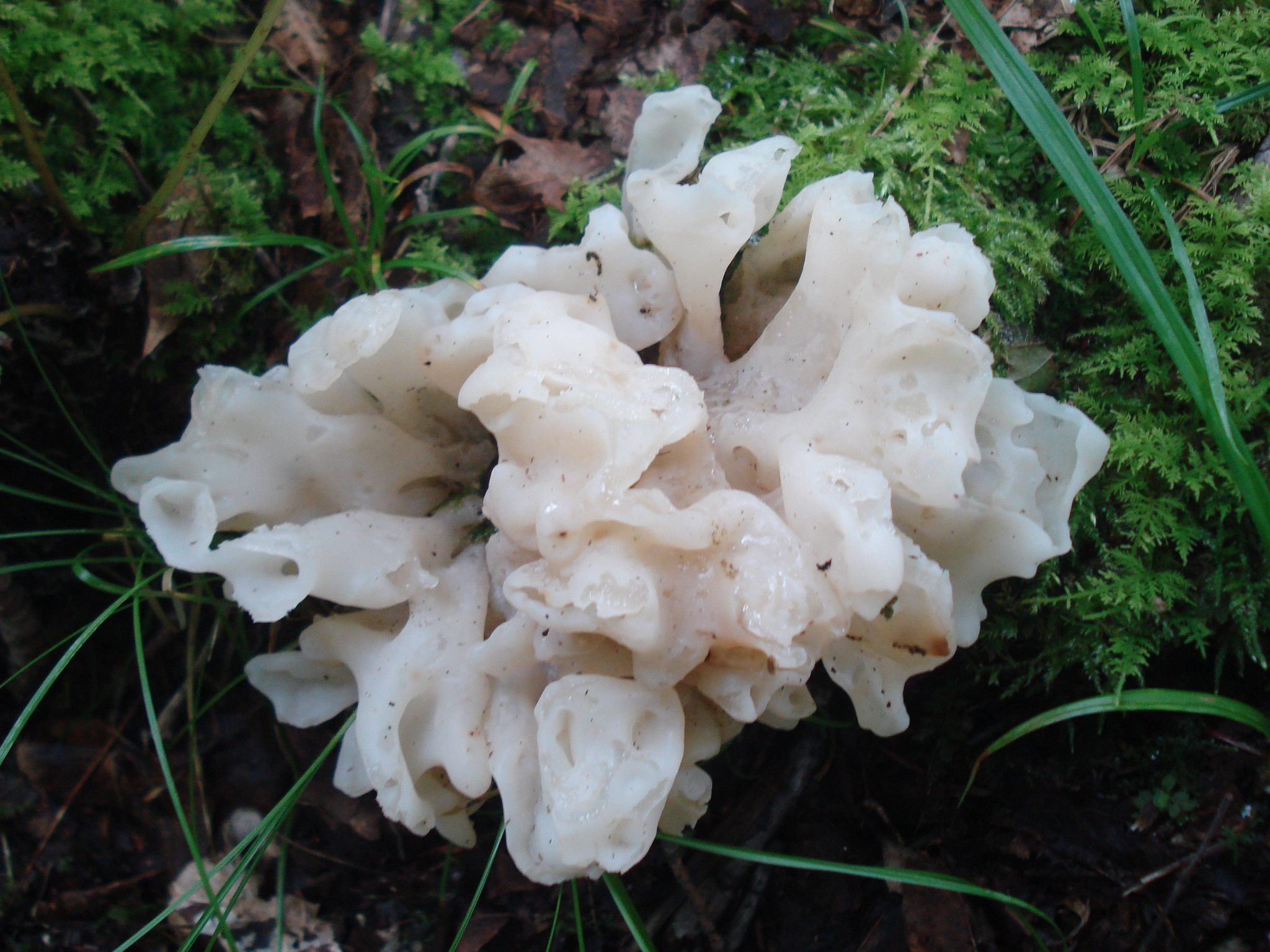
Sebacina sparassoidea
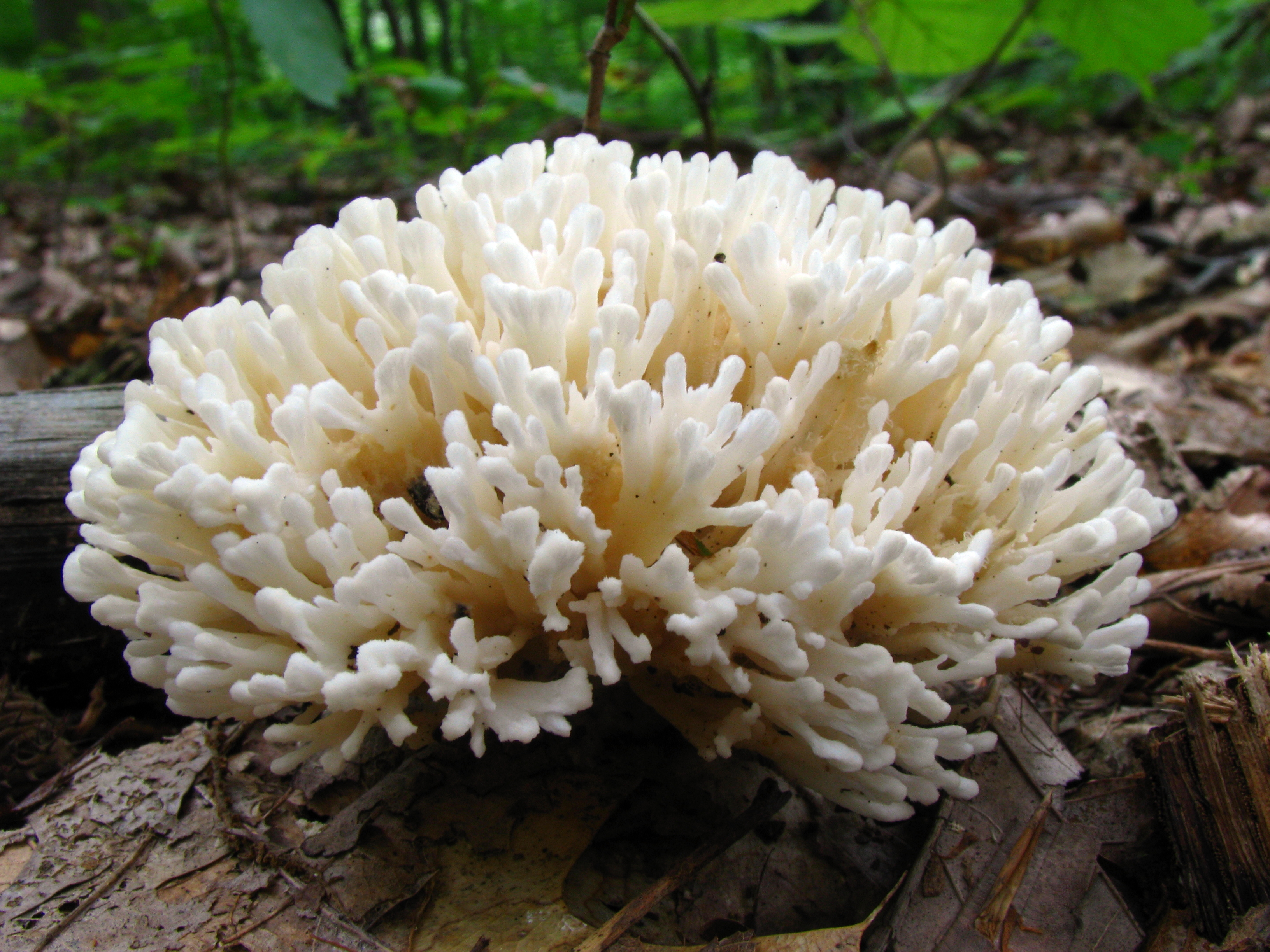
Tremellodendron pallidum